# Women's Premier Soccer League
La Women's Premier Soccer League (WPSL) es una liga de fútbol femenino de Estados Unidos, Canadá y Puerto Rico. Dentro de la pirámide estadounidense del fútbol, la WPSL corresponde al tercer nivel en la categoría femenina, inferior a la W-League y a la Women's Professional Soccer.
Los orígenes de la WPSL se remontan a los orígenes de la W-League: en la intertemporada 1996-1997, varios equipos del oeste de Estados Unidos se fueron de la W-League y fundan la WSPL. Estos equipos femeninos estaban descontentos con decisiones de la W-League de esta época.

## Equipos de la WPSL (2010)
Durante la temporada 2010, la WSPL cuenta con 55 equipos, repartidos en 5 conferencias. La temporada de la WPSL es muy corta: empieza en mayo con los juegos de pretemporada y se acaba a finales de julio / inicios de agosto cuando se disputan las finales del campeonato. Además, esta temporada corta le permite a las jugadoras colegiales participar en el National Collegiate Athletic Association.

### Conferencia Pacífico

#### División Norte
- California Storm
- Portland Rain
- Sacramento Pride
- San Francisco Nighthawks
- Spokane Black Widows
- Walnut Creek Power

#### División Sur
- Ajax America Women
- Claremont Stars
- PSSCV Santa Clarita
- San Diego WFC SeaLions
- San Diego United
- SoCal Rush
- West Coast FC

### Conferencia Big Sky

#### División Norte
- Arizona Rush
- FC St. George
- Phoenix Del Sol
- Denver Diamonds
- Salt Lake City Sparta
- Utah Starzz

#### División Sur
- New Mexico Lightning
- Dallas Premier Women's S.C.
- Fort Worth FC
- Oklahoma Alliance
- Houston South Select
- Tulsa Spirit

### Conferencia Sunshine
- Clearwater Galactics Amazons
- Florida Surge
- Miami Kickers
- Palm Beach United
- Puerto Rico Capitals

### Conferencia Midwest
- Carmel United SC
- Classics Hammer FC
- FC St. Louis
- Iowa Rush
- KUFC Pursuit
- Ohio Premier Women's SC
- Madison 56ers

### Conferencia Este
- ASA Chesapeake Charge
- Boston Aztec U23
- Jersey Select
- Boston Aztec Breakers Reserves
- Torch FC
- Lancaster Inferno
- Long Island Fury
- Maine Tide
- Maryland Pride
- Millburn Magic
- New England Mutiny
- New York Athletic Club
- Seacoast United
- South Jersey

## Palmarés
| Temporada | Campeón                    | Subcampeón             |
| --------- | -------------------------- | ---------------------- |
| 1998      | Silicon Valley Red Devils  | San Diego Auto Trader  |
| 1999      | California Storm           | San Diego Auto Trader  |
| 2000      | San Diego WFC SeaLions     | California Storm       |
| 2001      | Ajax America Women         | San Diego WFC SeaLions |
| 2002      | California Storm           | Ajax America Women     |
| 2003      | Utah Spiders               | California Storm       |
| 2004      | California Storm           | New England Mutiny     |
| 2005      | F.C. Indiana               | California Storm       |
| 2006      | Long Island Fury           | River Cities FC        |
| 2007      | F.C. Indiana               | New England Mutiny     |
| 2008      | Ajax America Women         | Arizona Rush           |
| 2009      | Long Island Fury           | Ajax America Women     |
| 2010      | Boston Aztec               | Ajax America Women     |
| 2011      | Orange County Waves        | Chicago Red Stars      |
| 2012      | Gulf Coast Texans          | Boston Aztec           |
| 2013      | San Diego WFC SeaLions     | Houston Aces           |
| 2014      | Beach Futbol Club          | Houston Aces           |
| 2015      | Chicago Red Stars Reserves | SoCal FC               |
| 2016      | Boston Breakers Reserves   | San Diego WFC SeaLions |
| 2017      | Fire & Ice SC              | Gulf Coast Texans      |
| 2018      | Seattle Sounders Women     | Pensacola FC Women     |

## Títulos por equipo
| Equipo                     | Títulos | Años campeón     |
| -------------------------- | ------- | ---------------- |
| California Storm           | 3       | 1999, 2002, 2004 |
| San Diego WFC SeaLions     | 2       | 2000, 2013       |
| Ajax America Women         | 2       | 2001, 2008       |
| FC Indiana                 | 2       | 2005, 2007       |
| Long Island Fury           | 2       | 2006, 2009       |
| Silicon Valley Red Devils  | 1       | 1998             |
| Utah Spiders               | 1       | 2003             |
| Boston Aztec               | 1       | 2010             |
| Orange County Waves        | 1       | 2011             |
| Gulf Coast Texans          | 1       | 2012             |
| Beach Futbol Club          | 1       | 2014             |
| Chicago Red Stars Reserves | 1       | 2015             |
| Boston Breakers Reserves   | 1       | 2016             |
| Fire & Ice SC              | 1       | 2017             |
| Seattle Sounders Women     | 1       | 2018             |

## Equipos antiguos
Muchos equipos han desaparecido en el curso de los años, por falta de recursos financieros adecuados. 
- Albuquerque Crush  (2002)
- Albuquerque Lady Asylum  (2007–08)
- Arizona Sahuaros  (2003)
- Auto Trader Select SC  (1998–99)
- Brevard County Cocoa Expos  (2008)
- Central California Gold  (2004)
- Colorado Springs United   (2007–08, Colorado Springs Sabers 2006)
- Elk Grove Pride  (2002–05)
- Everton FC America  (2005)
- Fort Lauderdale Fusion  (2006)
- FC Indiana  (2005–07)
- FC Sacramento Thunder   (1998–99)
- FC Virginia  (2006)
- Foothill FC  (2000)
- Houston Stars  (2003–05)
- Houston Tornadoes  (2003)
- Las Vegas Shooters  (1998–99, 2001)
- Las Vegas Tabagators  (2004–06)
- Massachusetts Stingers  (2004–07)
- Memphis Mercury  (2006)
- Michigan Phoenix  (2006)
- New York Vendaval  (2003)
- Norcal Shockwaves  (1998–99)
- Northampton Laurels  (2006–08)
- Northern California Blues  (2003–04)
- Orlando Falcons   (2006–07)
- Real Del Mar  (1998)
- Real Shore FC  (2007)
- Reno Zephyrs  (1999)
- Rhode Island Lady Stingrays  (2003–06)
- River Cities FC  (2006–07)
- Rochester Reign  (2004)
- St. Louis Archers  (2005)
- San Francisco Skyhawks  (1998–99)
- San Joaquin Valley Quest  (2003)
- Silicon Valley Red Devils  (1998–2000)
- Sonoma County Sol   (2006–08)
- Sonoran Thunder  (2002–03)
- Steel City Sparks  (2004–05)
- Tampa Bay Hellenic  (2006–07)
- Tennessee Lady Blues  (2006)
- Vancouver Angels  (2000)